# Mühleisen

Schematischer Aufbau eines Mahlganges; Pos. 11 ist das Mühleisen, Pos. 10 der Treiber

Ein Mühleisen ist ein zentrales Bauteil im Mahlgang einer Mühle. Das Eisen hat die Funktion einer Welle bzw. Nabe, sie trägt den oberen, sich drehenden Läuferstein, hält den Stein vertikal und radial in Position und überträgt zudem das Drehmoment auf den Läufer.
Das Bauteil besteht aus einer Stange („Spindel“, Mühleisen im engeren Sinne, Pos. 11 im Schema), die durch das zentrale Loch („Auge“) des Mühlsteinpaares gesteckt ist und welche auf einem Ankereisen gelagert ist, das am unteren Stein, dem Bodenstein, befestigt ist. Fest mit der Spindel verbunden (normalerweise formschlüssig durch einen Vierkant, eine Klaue o. Ä.) ist ein Mitnehmereisen („Haue“ oder „Treiber“ genannt; Pos. 9 und 10 im Schema), welches in entsprechende Vertiefungen im oberen, sich drehenden Läuferstein greift und so das Drehmoment von der Spindel auf den Stein überträgt.
Hauen existieren in verschiedensten Formen. Einfache Ausführungen sind nicht viel mehr als ein gerades Flacheisen oder eine rechteckige Platte mit einem Loch. Aufwändigere Eisen haben die Form eines Kreuzes oder Sterns.

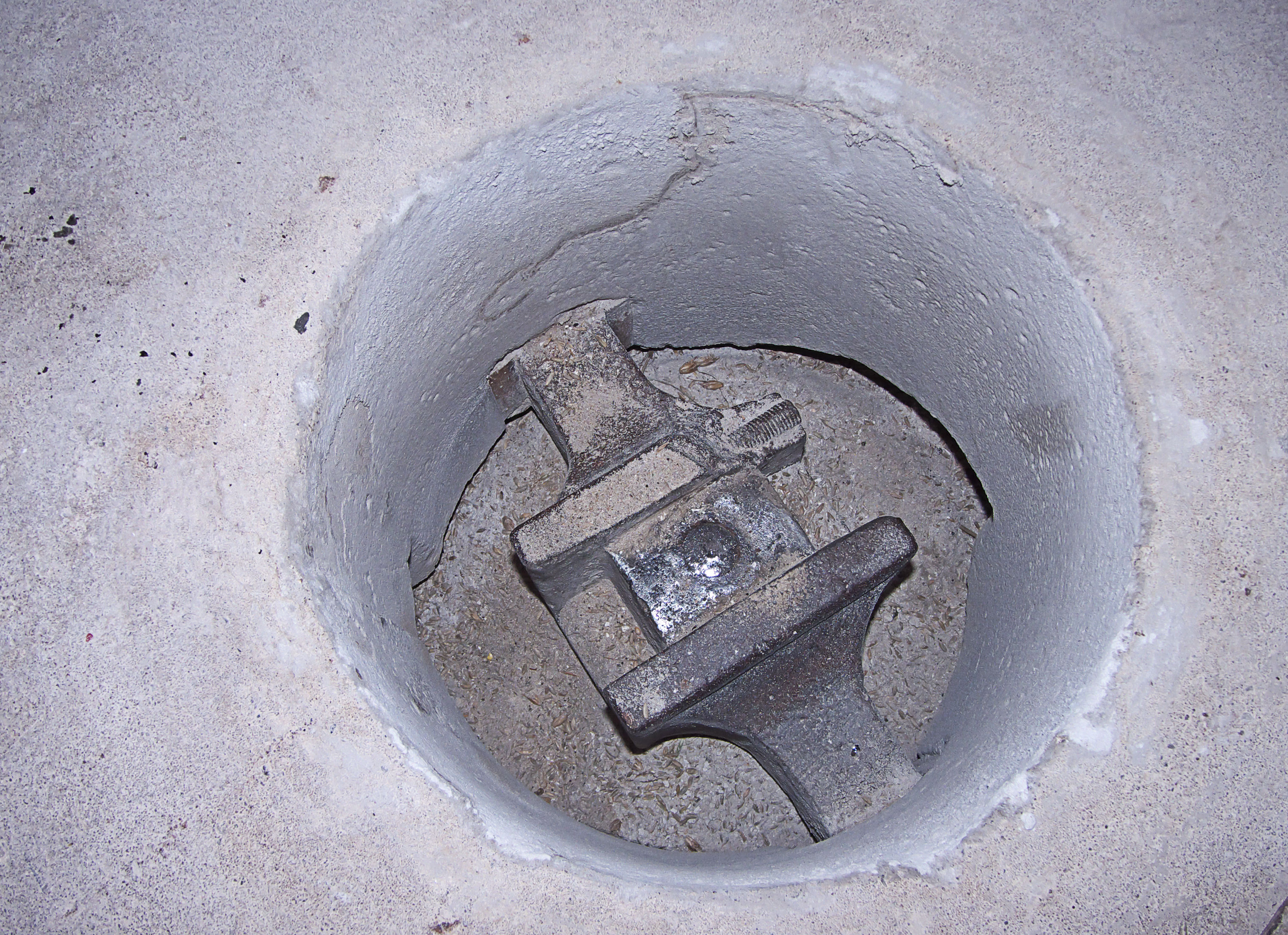
Auge mit einfacher Haue
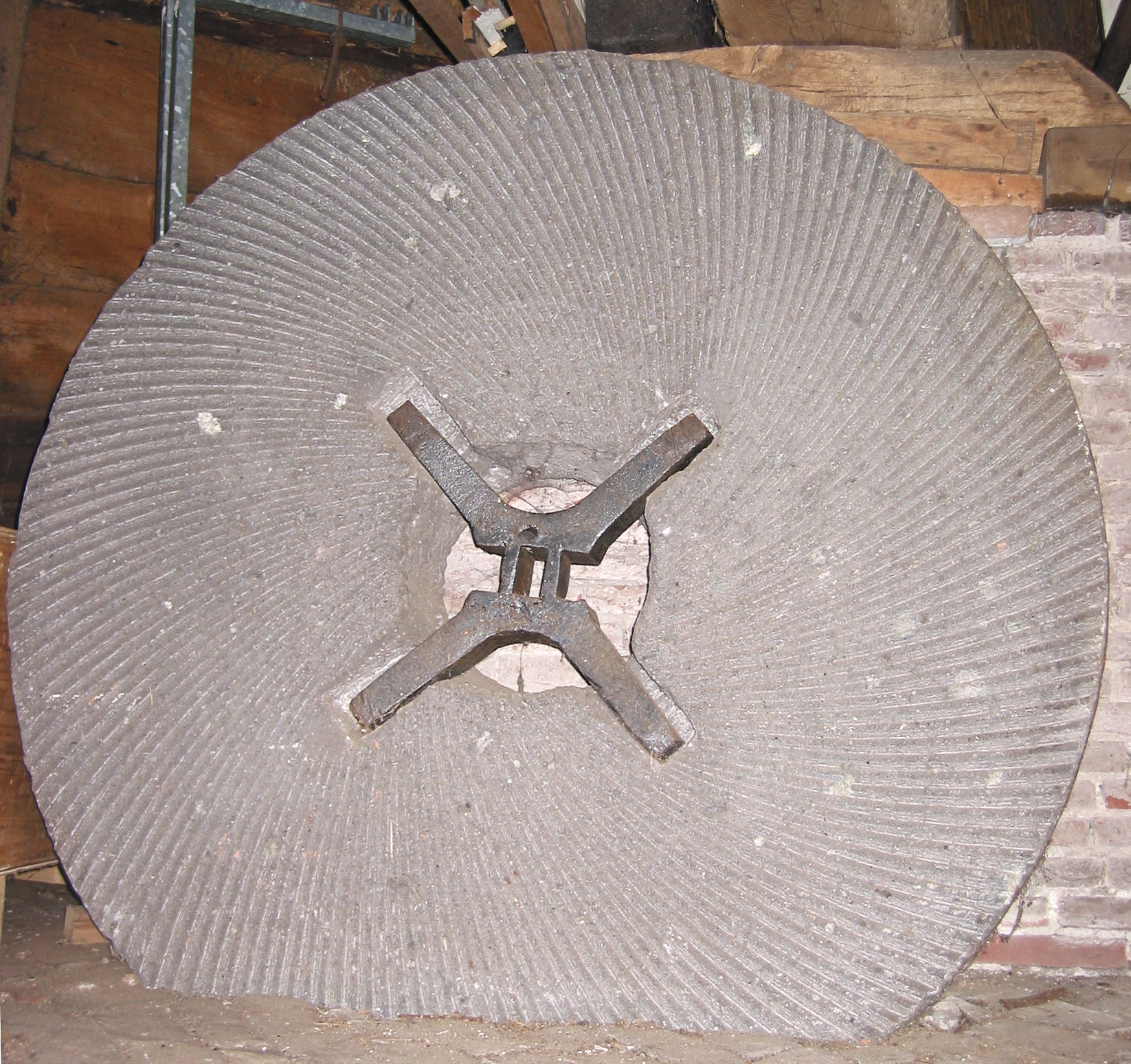
Läuferstein mit vierzackiger Haue
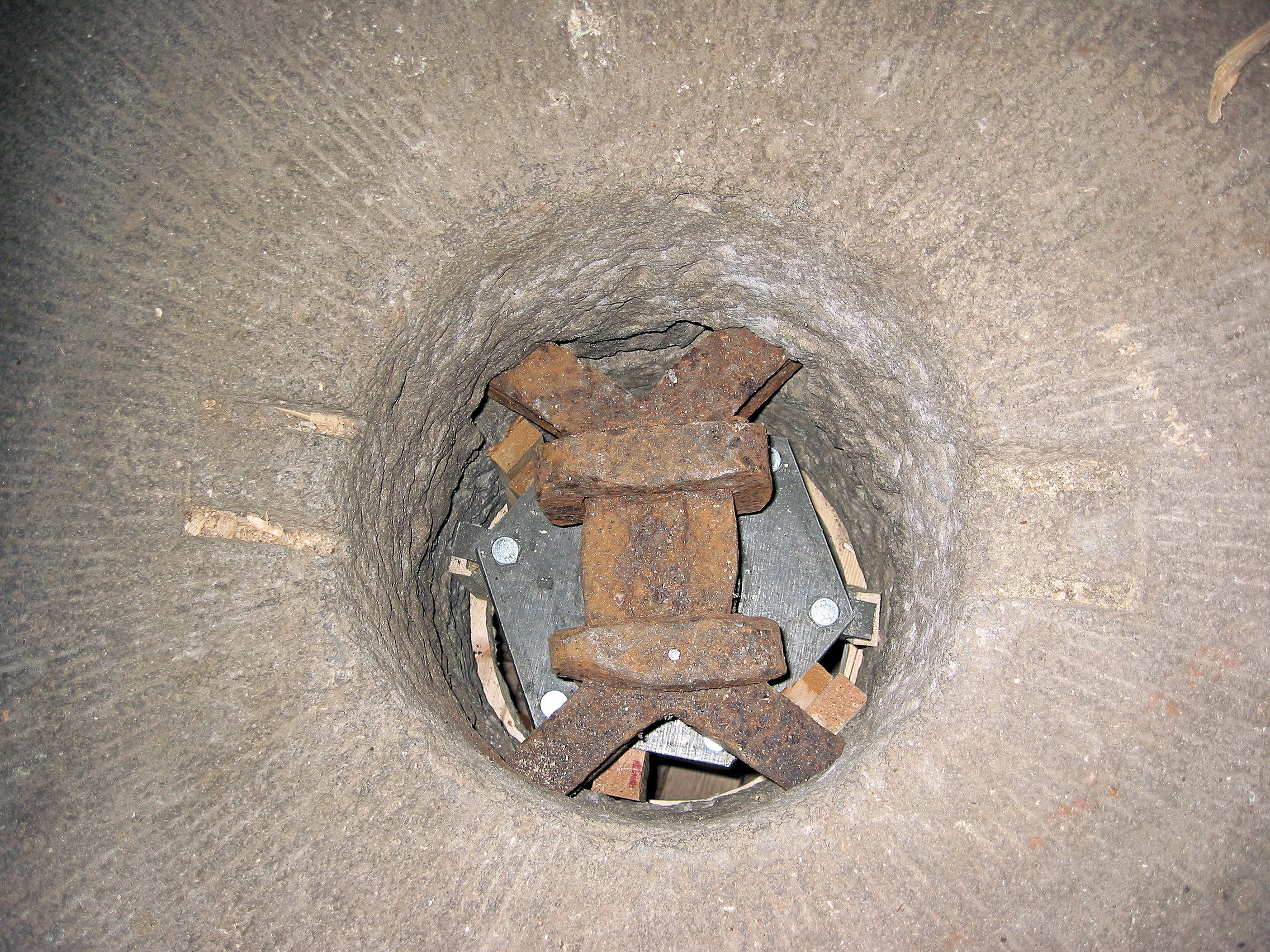
Haue, durch das Auge gesehen
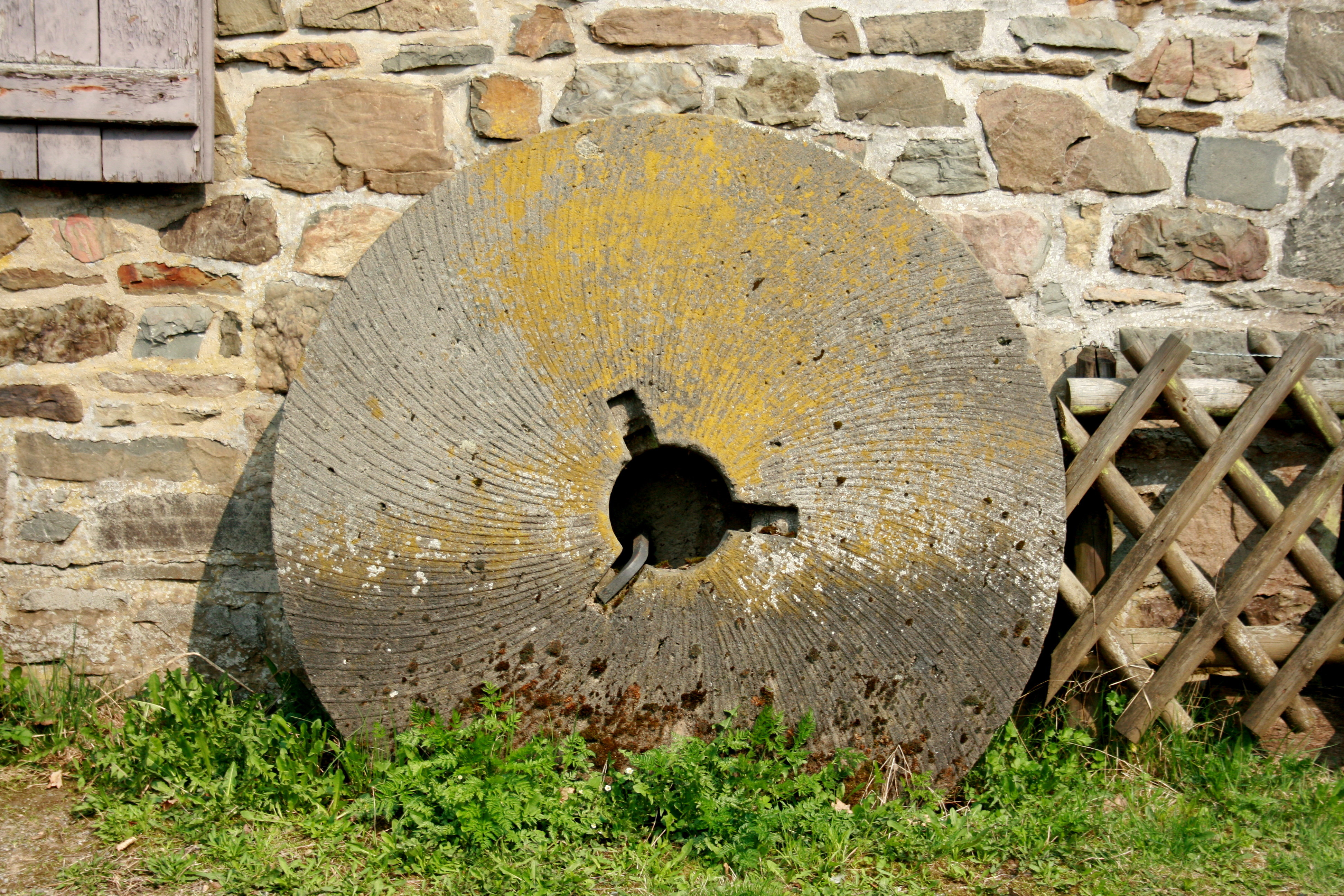
Mühlstein mit Vertiefungen für eine dreizackige Haue

## Verwendung in der Heraldik
Das Mühleisen – genauer gesagt die Haue, also das Mitnehmereisen, das den Läufer trägt und dreht – wird häufig als gemeine Figur in der Heraldik verwendet, oft in Verbindung mit einem Mühlstein.

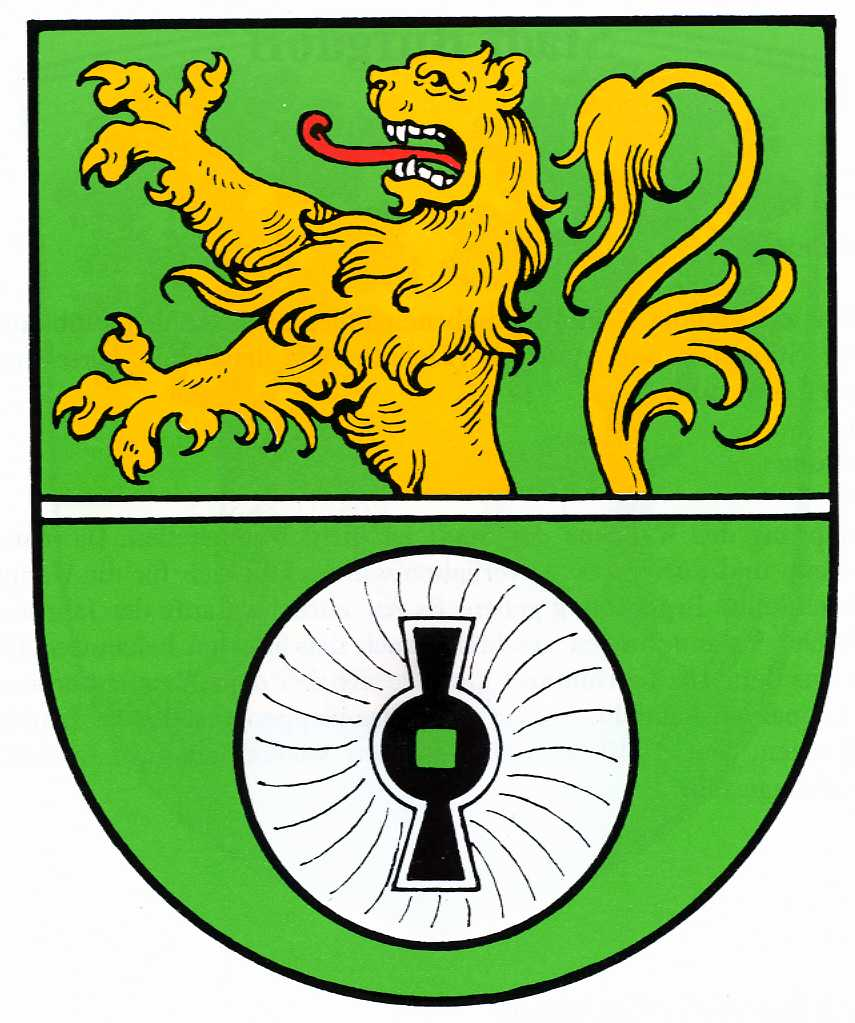
Wappen von Beinhorn mit deutlich zu erkennendem Mühleisen im Mühlstein
Wappen von Mühlhausen mit einem Mühleisen im Schildfuß
Wappen von Ruthweiler mit zwei Mühleisen im Schildfuß
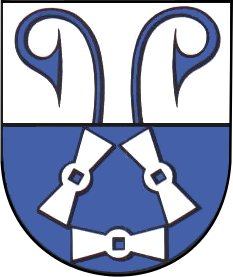
Wappen von Barterode mit drei Mühleisen im Schildfuß
Wappen von Mühlpfad mit zwei Mühleisen und einen Mühlstein im Schildhaupt
Wappen von Barum mit Mühleisen im ersten Feld
Wappen von Fluterschen mit waagerechtem Mühleisen im Wellenschildfuß
Wappen von Kaarst mit drei Mühleisen im vorderen Feld
Wappen von Wallerfangen mit Mühleisen, Lothringer Kreuz und Stern
Wappen von Mühlhausen (Stuttgart) mit drei Mühleisen aus dem Wappen der Ritter von Mühlhausen